# 青柳信孝
青柳 信孝（あおやぎ のぶたか、1982年10月16日 - ）は、日本の俳優。東京都出身。富良野塾24期生。身長176cm。体重67kg。アイティ企画所属。以前はSai株式会社に所属していた。

## 出演

### 映画
- オー・ルーシー!（平柳敦子監督）
- ピンカートンに会いにいく（坂下雄一郎監督）
- 心に吹く風（ユン・ソクホ監督）
- 東京ウィンドオーケストラ（坂下雄一郎監督）
- オリンピアの嘲笑（三原慧悟監督）
- ウルヴァリン:SAMURAI（ジェームズ・マンゴールド監督）

### テレビ
- やすらぎの刻〜道
- 蝶の力学
- そして、誰もいなくなった
- 洞窟おじさん
- 石の繭
- ウルトラマンギンガS
- S -最後の警官-
- 黒い報告書 女と男の事件ファイルIII
- 八重の桜
- 邪神の天秤　公安分析班(2022年、WOWOW) - 相羽隼人